# 葡萄牙铁路4700型电力机车
4700型电力机车是葡萄牙铁路（CP）的电力机车车型之一，也是“欧洲短跑手”（EuroSprinter）系列电力机车之一，由德国西门子交通集团设计制造。
葡萄牙国家铁路为了缓解国内电气化铁路干线机车运用紧张的局面，并计划逐步淘汰日渐老化的2500、2550型电力机车，于2006年1月决定向西门子采购15台新型电力机车以及另外10台的意向订单。该型机车在葡萄牙铁路系统内被定型为4700型，是在“欧洲短跑手”（EuroSprinter）系列ES64U4型电力机车基础上开发研制的四轴客货运通用电力机车，适用于供电制式为25千伏50赫兹工频单相交流电的电气化铁路，并预留了在3000伏直流电气化铁路下使用的可能性；采用水冷IGBT牵引变流器、鼠笼式三相异步牵引电动机、“SIBAS 32”微机控制系统；持续功率为4600千瓦，最高运行速度为140公里/小时。机车车体和司机室结构符合欧洲TSI碰撞标准；机车并设有列车供电装置，能够向旅客列车提供1500伏50赫兹的工频单相交流电，功率容量为800千伏安。